# 克盧森斯普龍河

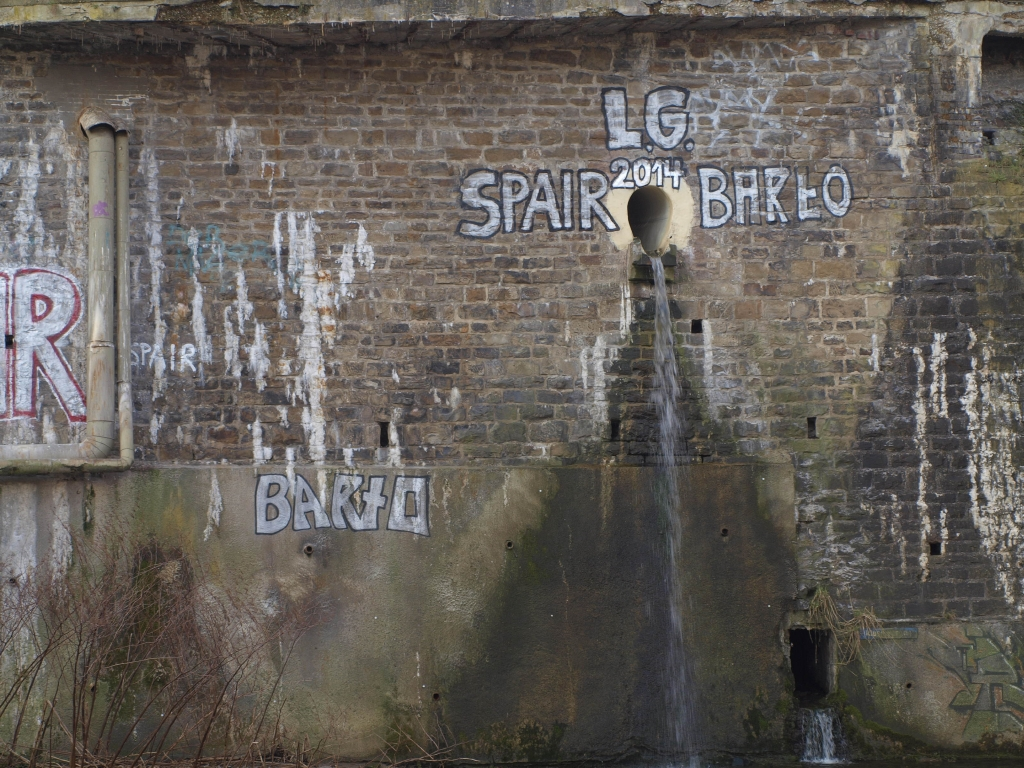

51°15′17″N 7°09′21″E / 51.254592°N 7.155726°E
克盧森斯普龍河（德語：Klusensprung），是德國的河流，位於該國西部，處於北萊茵-威斯特法倫州，屬於伍珀河的支流，處於伍珀塔爾，河道全長115.8公里，流域面積813平方公里。